# 캐슬린 메리 드루베이커

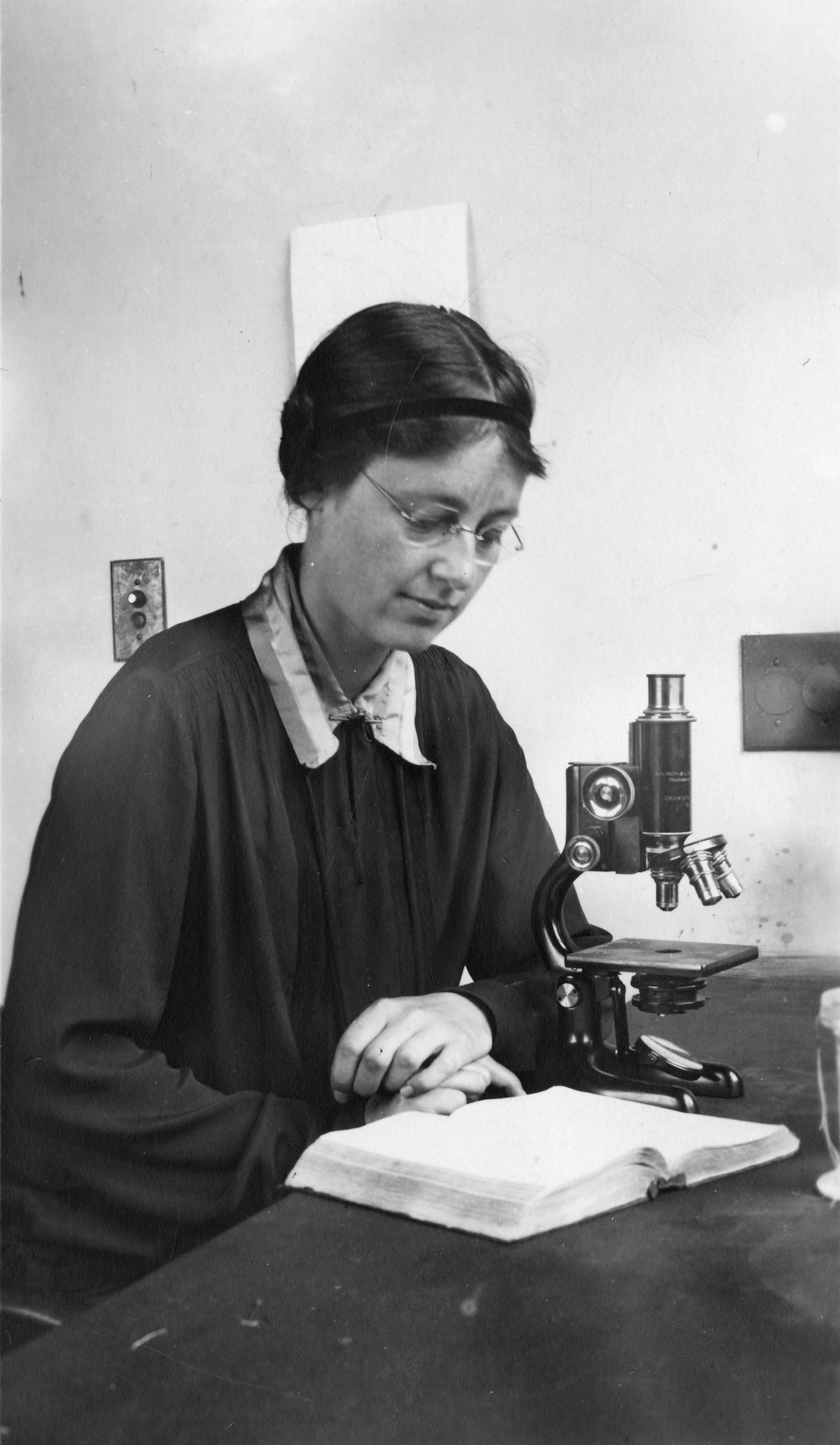

캐슬린 메리 드루베이커(Kathleen Mary Drew-Baker, 1901년 11월 6일 ~ 1957년 9월 14일)는 영국의 조류학자이다. 김속에 대한 연구를 통해 김의 양식이 가능하도록 한 업적으로 알려져 있다.

## 생애
캐슬린 메리 드루(Kathleen Mary Drew)는 그레이터맨체스터주 리에서 태어났다. 드루는 맨체스터 대학교에서 식물학을 전공해 1922년 수석 졸업했다. 그 뒤 대부분의 연구 인생을 맨체스터 대학교 민꽃식물과에서 보냈으며, 1922년부터 1957년까지 식물학 강사이자 연구원으로 일했다. 1928년 같은 대학교의 이공대 교수 헨리 라이트베이커(Henry Wright-Baker)와 결혼했는데, 당시 기혼 여성을 고용하지 않는다는 규정이 있었던 맨체스터 대학교는 그녀를 해고했다. 하지만 그녀는 1922년 대학교의 애시번홀 연구 펠로십(Ashburne Hall Research Fellowship)을 얻은 상태였기 때문에 이후에 대학교에서 명예 연구원(Honorary Research Fellow)으로 계속 일할 수 있었다.

## 업적
드루베이커는 김의 생명주기를 연구하여 그때까지 별도의 종으로 여겨졌던 미세조류 Conchocelis가 사실 김의 2배체라는 것을 밝혀냈다. 그녀의 발견은 곧 일본의 조류학자 세가와 소키치(瀬川宗吉)에 의해 재확인되었다. 이 발견은 그전까지 불규칙한 수확으로 인해 고통받던 일본의 김 식용 문화에 혁명적 변화를 가져올 수 있는 것이었다. 앞서 1953년에 오타 후사오(太田扶桑男)를 비롯한 일본의 해양식물학자들이 김의 인공 파종 기술을 개발했으나, 드루베이커의 발견이 더해짐으로써 일본의 김 산업은 폭발적 성장을 할 수 있게 되었다.
일본에서는 ‘김 양식의 어머니’라고 칭송받고 있다. 구마모토현 우토시의 스미요시 신사에는 1963년 드루베이커의 헌정비를 세우고 매년 4월 14일마다 그 비석 앞에서 그녀를 기리는 ‘드루제(ドリュー祭)’를 지낸다. 4월 14일은 신사의 행사 기간 중에서 드루베이커의 기일인 14일과 겹치는 날을 고른 것이다.
드루베이커는 영국 조류학회의 공동 설립자이자 초대 회장이다. 학명에는 K. M. Drew라는 명명자 표기를 하였다.